# (7838) Feliceierman
(7838) Feliceierman (1993 WA) – planetoida z pasa głównego asteroid okrążająca Słońce w ciągu 5,58 lat w średniej odległości 3,14 j.a. Odkryta 16 listopada 1993 roku.